# 小マゼラン雲
小マゼラン雲（しょうマゼランうん、NGC292、Small Magellanic Cloud 、SMC）は、きょしちょう座に位置する Sm 型の棒渦巻銀河。不規則銀河に分類されることもある。大マゼラン雲とともに銀河系の伴銀河となっており、アンドロメダ銀河などとともに局所銀河群を構成している。小マジェラン雲と表記されたこともある。

## 呼称
小マゼラン星雲と呼ばれることもあるが、英語名の the Small Magellanic Cloud (SMC) の訳語に当たるため、「- 星雲」ではなく「- 雲」である。日本変光星観測者連盟 (VSOLJ) では、さらにこの星雲を銀河に置き換えた小マゼラン銀河という表記が行われている。ラテン語名 Nubecula Minor。

## 歴史
小マゼラン雲は、南半球の人たちにとっては先史時代から知られていた。したがって、発見者は特定できない。
「- マゼラン雲」の名は、ポルトガルの航海家フェルディナンド・マゼランが1519年の世界周航において記録していたことにちなむ。それ以前の航海者は「ケープの雲」と呼んでいた。イタリアの航海家アメリゴ・ヴェスプッチが1503年から1504年にかけて行った第3の航海において言及している「3つのカノープス」の1つが小マゼラン雲ではないかと考えられている。
1603年ドイツの法律家ヨハン・バイエルは星図『ウラノメトリア』において Nubecula Minor としており、1679年フランスの宮廷建築家オギュスタン・ロワーエの星図には Nubes Minor とある。1801年ドイツのヨハン・ボーデは星図『ウラノグラフィア』においてバイエルを踏襲して Nubecula Minor とし、なおかつ独立した星座として扱っていた。
中国の伝統的な星座体系における扱いについては、中国では見えないので古代からの三垣二十八宿には含まれておらず、後に南天の星座が近南極星区の星官として追加された中では、小マゼラン雲（こぐも座）に相当するものは「附白」の名で採用された。

## 概説
南天にあるため、日本からは見ることができない。南半球では、きょしちょう座にぼんやりとした雲のように見える。太陽系からおよそ20万光年の距離に位置し、質量は銀河系の6分の1程度とされる。

## ギャラリー

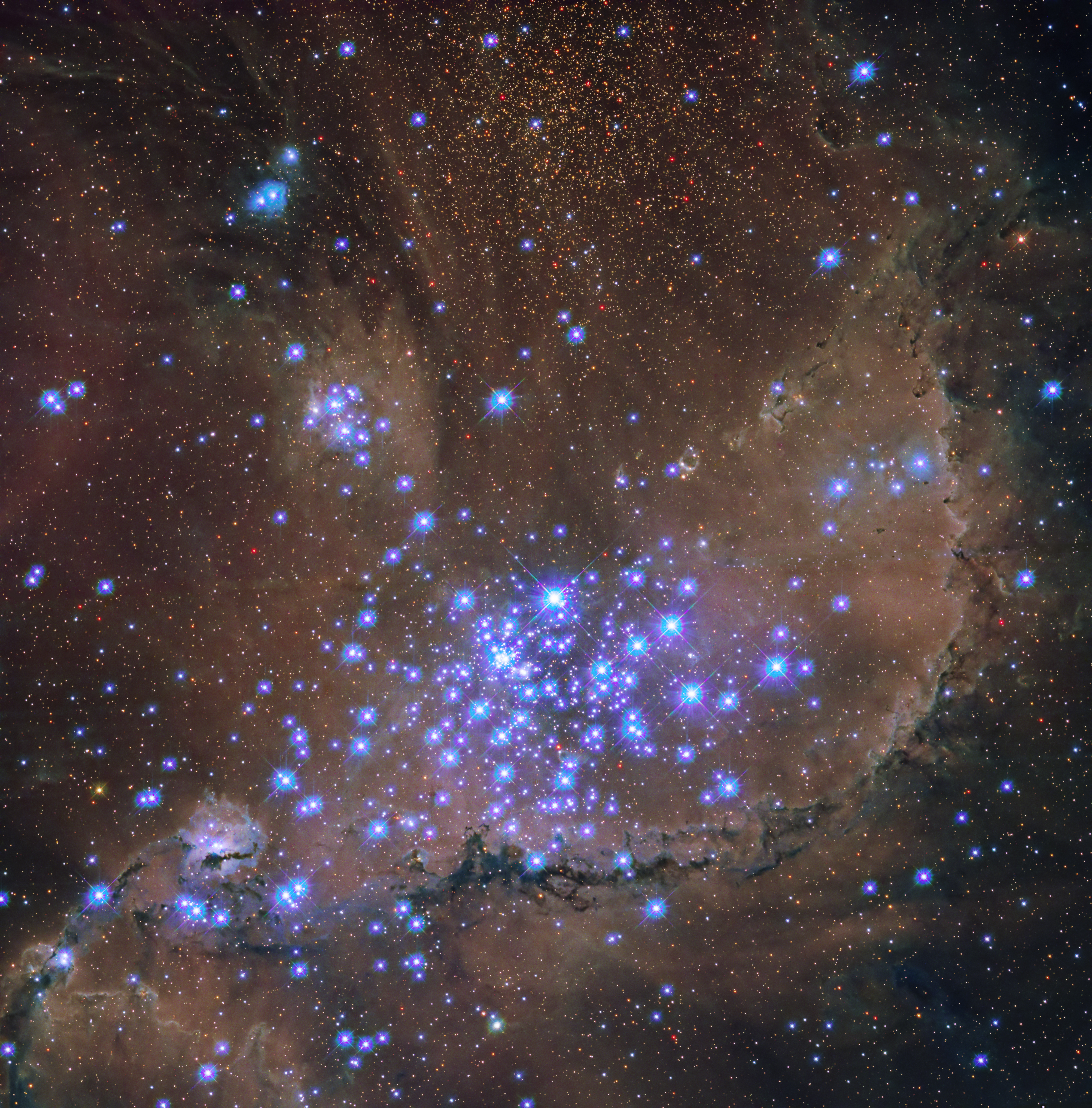
小マゼラン雲。ハッブル宇宙望遠鏡撮影。